# Mount Gladstone (Southland)
Der Mount Gladstone ist ein Berg auf der Südinsel Neuseelands. Der Berg liegt im Fiordland-Nationalpark in der Region Southland im Southland District. Der Berg ist 1465 m hoch.
Etwa 1,5 km in nordöstlicher Richtung befindet sich das Matterhorn, in gleicher Entfernung nach Südosten der Mount Parker. Östlich fließt der Waterfall Creek ab.